# Lara Wagner
Lara Wagner (* 26. April 2002 in Kitzbühel, Tirol) ist eine österreichische Biathletin. Sie ist zweifache Junioreneuropameisterin.

## Sportliche Laufbahn
Lara Wagner gab ihr internationales Debüt bei den Olympischen Jugendspielen 2020 und erzielte als bestes Ergebnis Rang 14 im Sprint. Kurz darauf nahm sie erstmals an Jugendweltmeisterschaften teil und lief zu ähnlichen Platzierungen, auch bestritt sie das Staffelrennen der älteren Jahrgänge und wurde Achte. Nach einer weiteren Jugend-WM-Teilnahme gab die Österreicherin zu Beginn der Saison 2021/22 ihr Debüt im IBU-Junior-Cup und lief dort in der gesamten Saison. In Martell gelang ihr auf dieser Ebene mit der Staffel ein Podestplatz. Die Einzelrennen verliefen ausnahmslos durchschnittlich, am Saisonende gab sie in Ridnaun ihr Debüt im IBU-Cup und belegte die Plätze 50 und 52 in Sprint und Verfolgung. Nach einer weiteren Saison ohne herausstechende Ergebnisse überraschte Wagner im Februar 2023 mit dem Sieg im Sprint bei den Junioreneuropameisterschaften im lettischen Madona, wobei sie Camille Bened und Lora Christowa auf die weiteren Podestplätze verwies. Im Rahmen der folgenden Junioren-WM kam sie an dieses Resultat nicht heran, beste Platzierung wurde Rang 20 im Sprint und Platz sechs mit der Mixedstaffel.
Im Winter 2023/24 startete Wagner fast durchgehend im IBU-Cup und stellte gleich zu Saisonbeginn in Idre mit Rang elf im Sprint ihr mit Abstand bestes Ergebnis auf. Nach dem Jahreswechsel nahm sie erstmals an Europameisterschaften teil und wurde 16. des Sprints, daraufhin startete sie bei den Junioreneuropameisterschaften und sicherte sich wie im Vorjahr, dieses Mal vor Sonja Leinamo und Anna Andexer, den Titel im Sprint. Auch bei den Juniorenweltmeisterschaften ergatterte die Tirolerin eine Medaille, gemeinsam mit Oliver Lienbacher, Fabian Müllauer und Anna Andexer resultierte Bronze in der Mixedstaffel. In die Saison 2024/25 fand Wagner mit ordentlichen Ergebnissen hinein, der vorläufige Höhepunkt folgte aber nach dem Jahreswechsel, als sie an der Seite von Müllauer, Lea Rothschopf und Fredrik Mühlbacher in Osrblie auf den zweiten Rang lief und sich dabei nur der norwegischen Mannschaft geschlagen geben musste. Am Saisonende präsentierte sie sich stark, erreichte in Otepää im Sprint erstmals die Top 10 eines IBU-Cup-Wettkampfes und konnte dies mit einem sechsten und einem neunten Rang in den folgenden Wettkämpfen bestätigen. Daher bekam sie für das finale Wochenende in Oslo erstmals einen Startplatz im Weltcup, kam aber im Sprint zu Sturz und kam daher nicht über einen 96. Platz hinaus.

## Persönliches
Wagner stammt aus Kitzbühel.

## Statistiken

### Weltcupplatzierungen
Die Tabelle zeigt alle Platzierungen (je nach Austragungsjahr einschließlich Olympische Spiele und Weltmeisterschaften).
- 1.–3. Platz: Anzahl der Podiumsplatzierungen
- Top 10: Anzahl der Platzierungen unter den ersten zehn (einschließlich Podium)
- Punkteränge: Anzahl der Platzierungen innerhalb der Punkteränge (einschließlich Podium und Top 10)
- Starts: Anzahl gelaufener Rennen in der jeweiligen Disziplin
- Staffel: inklusive Mixed- und Single-Mixed-Staffeln

| Platzierung               | Einzel | Sprint | Verfolgung | Massenstart | Staffel | Gesamt |
| ------------------------- | ------ | ------ | ---------- | ----------- | ------- | ------ |
| 1. Platz                  |        |        |            |             |         |        |
| 2. Platz                  |        |        |            |             |         |        |
| 3. Platz                  |        |        |            |             |         |        |
| Top 10                    |        |        |            |             |         |        |
| Punkteränge               |        |        |            |             |         |        |
| Starts                    |        | 1      |            |             |         | 1      |
| Stand: Saisonende 2024/25 |        |        |            |             |         |        |

### Jugend-/Juniorenweltmeisterschaften
Rothschopf nahm bis 2021 an den Jugend-, ab 2022 an den Juniorenwettkämpfen teil.
| Weltmeisterschaften | Weltmeisterschaften | Einzelwettbewerbe | Einzelwettbewerbe | Einzelwettbewerbe | Einzelwettbewerbe | Staffelwettbewerbe | Staffelwettbewerbe |
| Jahr                | Ort                 | Einzel            | Sprint            | Verfolgung        | Massenstart 60    | Frauenstaffel      | Mixedstaffel       |
| ------------------- | ------------------- | ----------------- | ----------------- | ----------------- | ----------------- | ------------------ | ------------------ |
| 2020                | Lenzerheide         | 42.               | 16.               | 13.               | nicht ausgetragen | 8. (Junioren)      | nicht ausgetragen  |
| 2021                | Obertilliach        | 39.               | 28.               | 44.               | nicht ausgetragen | 5.                 | nicht ausgetragen  |
| 2022                | Soldier Hollow      | DNS               | –                 | –                 | nicht ausgetragen | 5.                 | nicht ausgetragen  |
| 2023                | Schtschutschinsk    | 33.               | 20.               | 32.               | nicht ausgetragen | 7.                 | 6.                 |
| 2024                | Otepää              | 12.               | 26.               | N/A               | 18.               | 5.                 | 3.                 |